# Stuckange
Stuckange település Franciaországban, Moselle megyében. Lakosainak száma 1455 fő (2022. január 1.). Stuckange Bertrange, Distroff, Kuntzig, Metzervisse, Volstroff és Yutz községekkel határos.

## Népesség
A település népessége az elmúlt években az alábbi módon változott:
| Lakosok száma | 1011 | 1030 | 1078 | 1073 | 1138 | 1308 | 1336 | 1396 | 1455 |
|               | 2013 | 2015 | 2016 | 2017 | 2018 | 2019 | 2020 | 2021 | 2022 |